# Бейрал-ду-Лима
Бейрал-ду-Лима (порт. Beiral do Lima) — район (фрегезия) в Португалии, входит в округ Виана-ду-Каштелу. Является составной частью муниципалитета Понте-де-Лима. По старому административному делению входил в провинцию Минью. Входит в экономико-статистический субрегион Минью-Лима, который входит в Северный регион. Население составляет 767 человек на 2001 год. Занимает площадь 5,58 км².